# Urbán Lajos (politikus, 1881–1965)
Urbán Lajos (Pusztahomok (Abádszalók), 1881. június 17. – Sárvár, 1965. március 8.) újságíró, politikus, eredetileg bőrmunkás.

## Élete
1904-ben került Sárvárra cipésznek. 1918-ig a helyi MSZDP elnöke volt. Dolgozott a vármegyei pártvezetőségben és Igaz Szó címmel (nem tévesztendő össze a marosvásárhelyi irodalmi folyóirattal) lapot adott ki. A sárvári Néplap szerkesztőjeként is működött. A Tanácsok Országos Gyűlésén Vas vármegye küldöttjeként a gyűlés egyik elnökévé választották.
A Magyarországi Tanácsköztársaság bukása után két évig börtönben volt. A második világháború után elsőként szervezte meg a helyi kommunista pártot, és fiával, Urbán Ernővel szerkesztette a Szabadság című helyi lapot.